# 田井村 (岡山県)
田井村（たいむら）は、岡山県児島郡にあった村。現在の玉野市の一部にあたる。

## 地理
十禅寺山、高旗山の丘陵地とその谷間の平地に位置していた。
- 海洋：瀬戸内海[2]

## 歴史
- 江戸時代は、宇喜多氏、小早川氏の支配を経て、慶長8年（1603年）から岡山藩領となる[2]。
- 1889年（明治22年）6月1日、町村制の施行により、児島郡田井村が単独で村制施行し、田井村が発足[1][2]。大字は田井の1大字を編成[2]。
- 1906年（明治39年）4月1日、村域を二分割し、字彌次郎谷外21字は八浜町に編入され、その他の残余は児島郡玉野村（一部）と合併して宇野村を新設し田井村は廃止された[1][2]。合併後、宇野村大字田井となる[2]。

### 地名の由来
次の諸説あり。
1. 『日本書紀』に記載の児島屯倉の田部がいた場所から。
2. 公田が置かれていたことから。

## 産業
- 農業、製塩[2]

## 教育
- 1874年（明治7年）田井小学校開校[2]。1903年（明治36年）田井尋常高等小学校設立[2]。